# Liste der Nummer-eins-Hits in Belgien (1954)
Diese Liste enthält alle Nummer-eins-Hits in Belgien im Jahr 1954. Es gab in diesem Jahr eine Nummer-eins-Single.

| | Liste der Nummer-eins-Hits in Belgien | Liste der Nummer-eins-Hits in Belgien                                | Liste der Nummer-eins-Hits in Belgien                       | 1955 →                    |
| \| Zeitraum \| Wo. ges. \| Interpret \| Titel Autor(en) \| Zusätzliche Informationen \| \| (Zeitraum, Wochen auf Platz eins, Interpret, Titel, Autor[en], zusätzliche Informationen) \| \| \| \| \| \| ----------------------------------------------------------------------------------------- \| -------- \| -------------------------------------------------------------------- \| -------------------------------------------------------------- \| ------------------------- \| \| 1. Dezember 1954 – 31. Dezember 1954 4 Wochen (insgesamt 4) \| 4 \| Perry Como with Mitch Ayres & his Orchestra & The Ray Charles Chorus \| Papa Loves Mambo[1] Al Hoffman, Bickley Reichner, Dick Manning \| - \| |                                       |                                                                      |                                                             |                           |
| |                                       |                                                                      |                                                             | → 1955 →                  |
| Zeitraum | Wo. ges.                              | Interpret                                                            | Titel Autor(en)                                             | Zusätzliche Informationen |
| (Zeitraum, Wochen auf Platz eins, Interpret, Titel, Autor[en], zusätzliche Informationen) |                                       |                                                                      |                                                             |                           |
| 1. Dezember 1954 – 31. Dezember 1954 4 Wochen (insgesamt 4) | 4                                     | Perry Como with Mitch Ayres & his Orchestra & The Ray Charles Chorus | Papa Loves Mambo Al Hoffman, Bickley Reichner, Dick Manning | -                         |